# 애플 TV 앱
애플 TV 앱 (Apple TV, TV, TV 앱으로도 알려져 있음)은 애플이 소비자 전자 장치에 제공하는 텔레비전 프로그램과 영화를 시청하기 위해 개발한 미디어 플레이어 소프트웨어 프로그램이다. 아이튠즈 스토어, 애플 TV 채널, 애플 TV+ 오리지널 콘텐츠 구독 서비스에서 콘텐츠를 스트리밍할 수 있다. iPhone, iPad, iPod Touch 및 Apple TV에서 다른 주문형 비디오 서비스의 연결된 앱의 콘텐츠를 인덱싱하고 액세스할 수도 있다.